# Brimeura
Brimeura é um género botânico pertencente à família Asparagaceae.

## Espécies
- Brimeura amethystina (L.) Chouard.
- Brimeura duvigneaudii (L.Llorens) Rosselló, Mus & Mayol
- Brimeura fastigiata (Viv.) Chouard